# Patrik de Laval

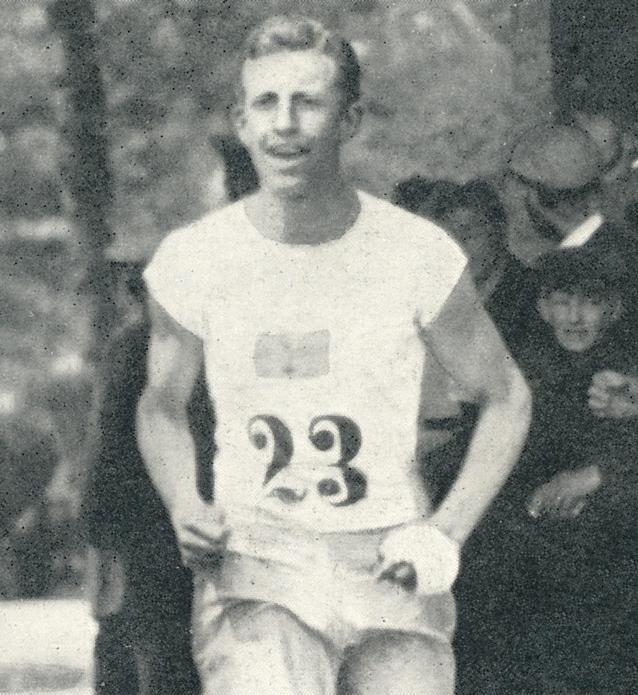
Patrik de Laval (1912)

Claude Patrik Gustaf de Laval (* 14. Oktober 1886 in Stockholm; † 29. Oktober 1974 ebenda) war ein schwedischer Sportler, der im Sportschießen und im Modernen Fünfkampf aktiv war.
Er startete bei den Olympischen Sommerspielen 1912 in Stockholm und trat dabei im Schießen und im Modernen Fünfkampf an. Mit der Schnellfeuerpistole über 30 m belegte er den 13. Platz, im Fünfkampf erreichte er den 14. Rang.
De Laval war Offizier im schwedischen Militär. Seine Brüder Erik und Georg waren ebenfalls olympische Sportschützen bzw. Pentathleten.